# Биопластики
Биопла́стик — пластмассовый материал, который производится из возобновляемых источников биомассы, таких как: растительные жиры и масла, крахмал, солома, щепа, опилки, переработанные пищевые отходы и т. д. Биопластик может быть изготовлен из сельскохозяйственных побочных продуктов, а также из использованных пластиковых бутылок и других контейнеров с использованием микроорганизмов. Обычные же пластики (также называемые полимерами), такие как, например, полиэтилен, производят чаще всего из нефти или природного газа. Биопластики не обязательно являются биоразлагаемыми и могут разлагаться не быстрее, чем пластмассы, полученные из ископаемого сырья. Биопластик обычно получают из крахмала, целлюлозы и молочной кислоты. По состоянию на 2014 год биопластики составляли примерно 0,2 % мирового рынка полимеров (300 млн т).
Определение Международного союза теоретической и прикладной химии:

Биобазированный полимер — полученный из биомассы или выделенный из мономеров, полученных из биомассы, который на каком-то этапе переработки в готовый продукт может быть сформирован прессом.
1. Биопласт обычно используется как противоположность полимеру, полученному из ископаемых ресурсов.
2. Биопласт вводит в заблуждение, поскольку предполагает, что любой полимер, полученный из биомассы, является «экологически чистым».
3. полимер, подобный полимеру на нефтяной основе, не подразумевает никакого превосходства по отношению к окружающей среде, если только сравнение соответствующих оценок жизненного цикла не является благоприятным.

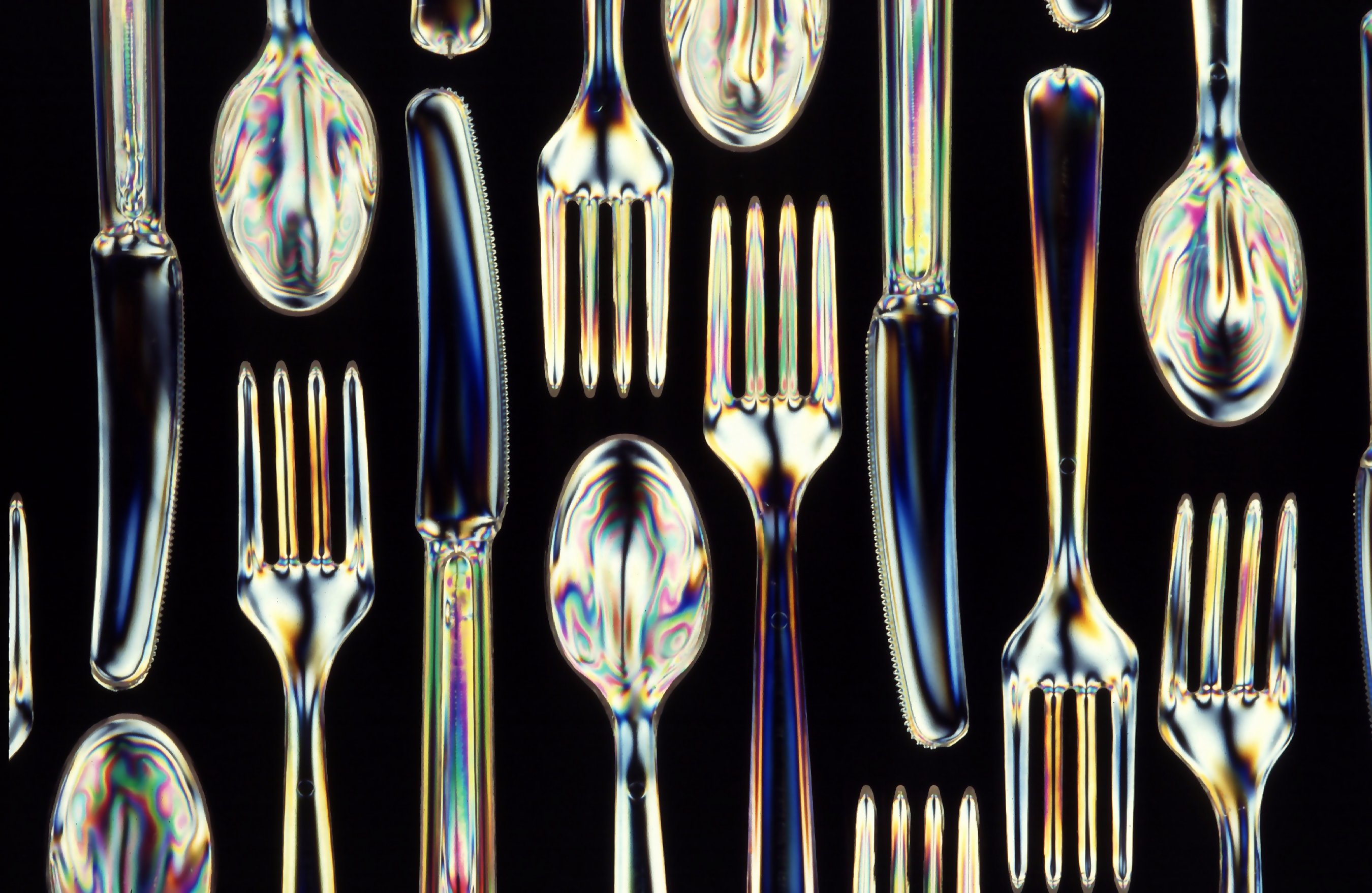
Биоразлагаемая пластиковая посуда

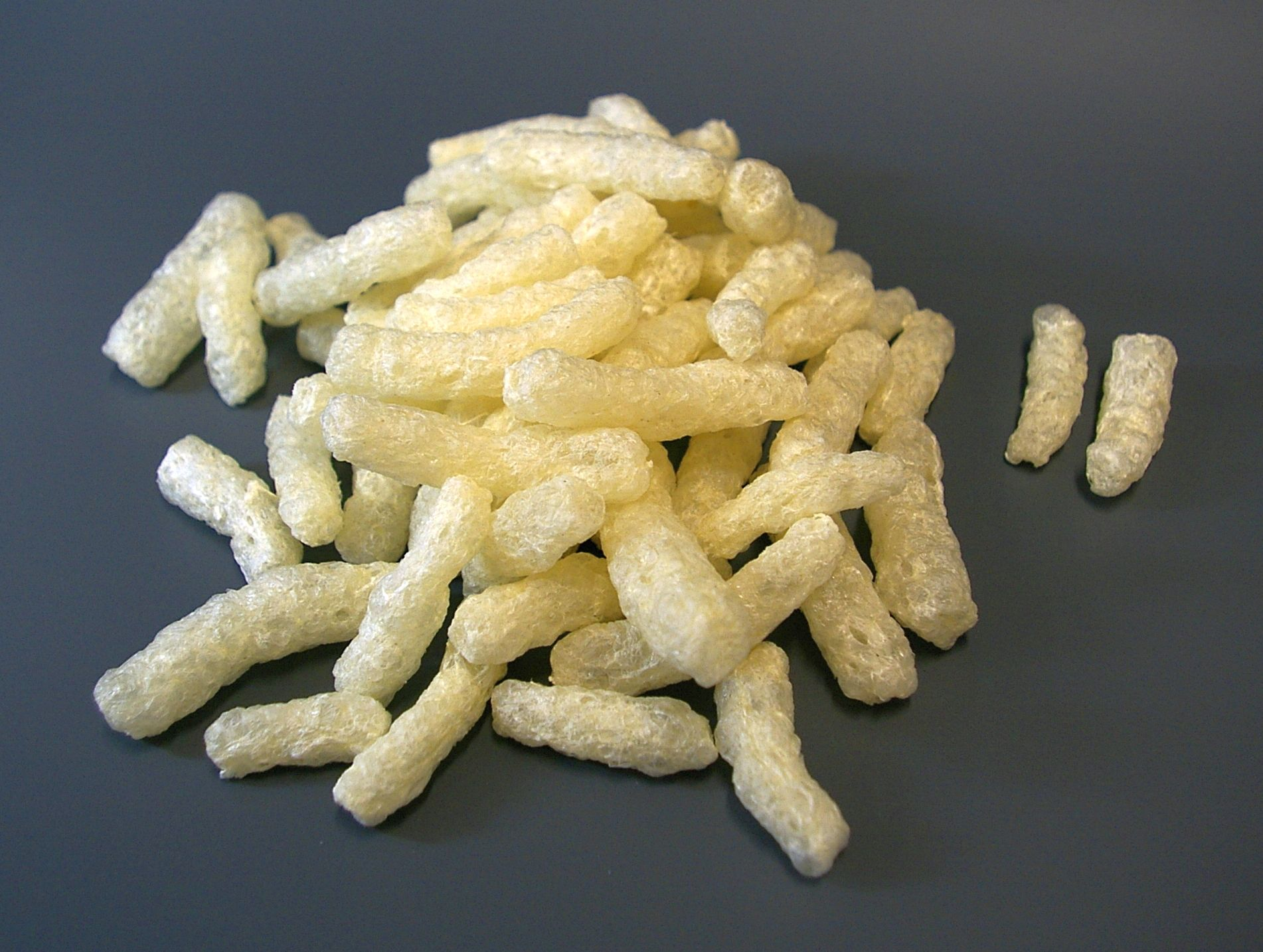
Упаковочный материал из биопластика (термопластичный крахмал)

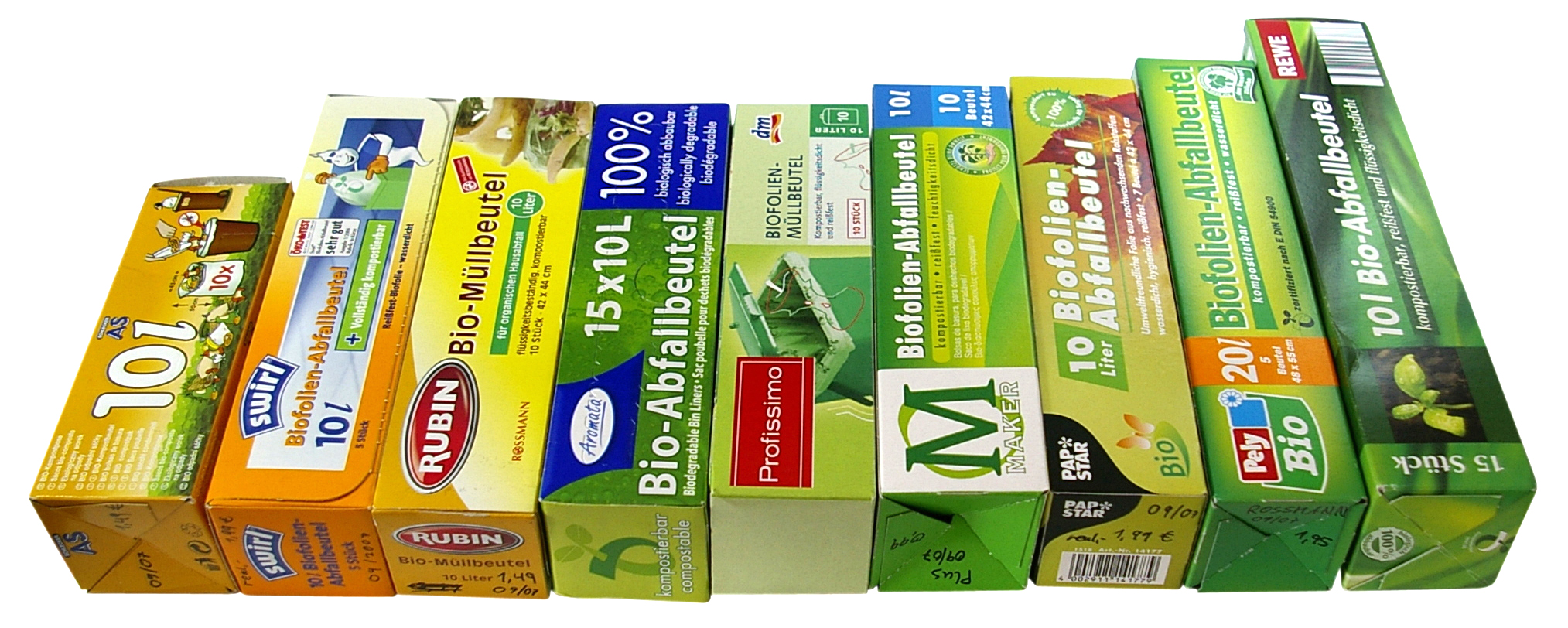
Пластиковая упаковка из биопластика и других биоразлагаемых пластиков

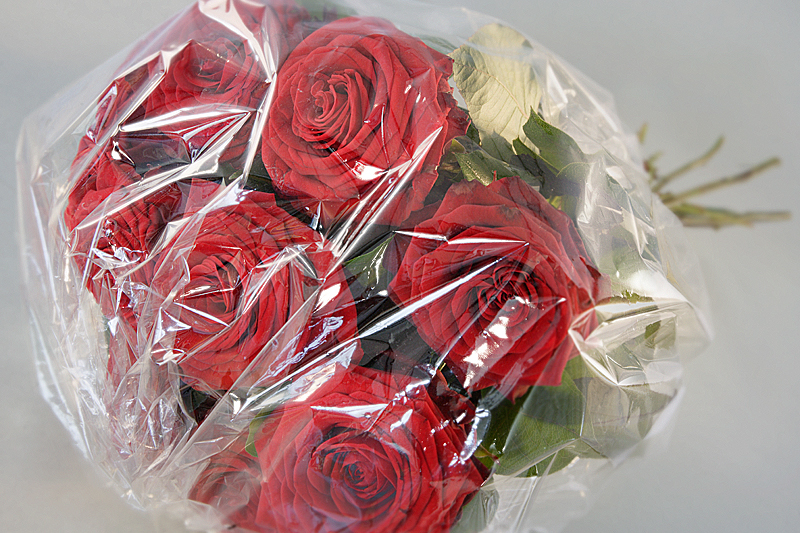
Цветочная упаковка из PLA-смеси Bio-Flex

Биопластик используются для одноразовых предметов: упаковка, посуда, столовые приборы, кастрюли, миски и солонки. Существует несколько коммерческих приложений для биопластиков. В принципе, они могут заменить многие приложения для пластмасс, полученных из нефти, однако их производство остаётся нерентабельным. На самом деле, их использование является финансово выгодным, только если поддерживается специальными правилами, ограничивающими использование обычных пластиков полученных из нефтепродуктов. Типичным примером является Италия, где биоразлагаемые пластиковые пакеты и шопперы являются обязательными с 2011 года с введением специального закона. Помимо конструкционных материалов, разрабатываются электроактивные биопластики, которые будут использовать для переноса электрического тока .
Биополимеры доступны в качестве покрытий для бумаги, а не для более распространенных нефтехимических покрытий.

## Типы

### Пластмассы на основе крахмала
Термопластичный крахмал в настоящее время представляет собой наиболее широко используемый биопластик, составляя около 50 % рынка биопластиков. Простой крахмальный биопластик можно сделать в домашних условиях Чистый крахмал способен впитывать влагу и, таким образом, является подходящим материалом для производства капсул с лекарственными препаратами в фармацевтическом секторе. Можно также добавить гибкие усилители и пластификаторы, такие как сорбит и глицерин, чтобы крахмал также можно было обрабатывать термопластически. Характеристики получающегося в результате биопластика (также называемого «термопластичным крахмалом») могут быть адаптированы к конкретным потребностям путем корректировки количества этих добавок.
Биопластики на основе крахмала часто смешивают с биоразлагаемыми полиэфирами для получения крахмала / полимолочной кислоты, крахмала / поликапролактона или крахмала / Ecoflex (полибутиленадипат-терефталат, производимый BASF смеси). Эти смеси используются для промышленного применения и также являются компостируемыми. Другие производители, такие как Roquette, разработали другие смеси крахмал / полиолефин. Эти смеси не являются биоразлагаемыми, но оставляют меньший углеродный след, чем пластмассы на нефтяной основе, используемые для тех же целей.
Пластмассы на основе крахмала представляют собой сложные смеси крахмала с компостируемыми пластиками, такими как полимолочная кислота, терефталат полибутиленадипата, сукцинат полибутилена, поликапролактон и полигидроксиалканоаты. Эти сложные смеси улучшают водостойкость, а также технологические и механические свойства.
Пленки на основе крахмала (в основном используются для упаковочных целей) изготавливаются в основном из крахмала, смешанного с термопластичными полиэфирами для образования биоразлагаемых и компостируемых продуктов. Эти пленки используются специально для упаковки потребительских товаров в журнальных упаковках и пузырьковых пленках. В пищевой упаковке эти пленки рассматриваются как пекарные или фруктовые и овощные пакеты. Компостирование мешков с этими пленками используется при селективном сборе органических отходов.
Кроме того, ученые, работающие в Службе сельскохозяйственных исследований, разработали новую плёнку на основе крахмала, которую можно использовать в качестве бумаги, так как крахмал дешев, обилен и возобновляем.

### Пластмассы на основе целлюлозы

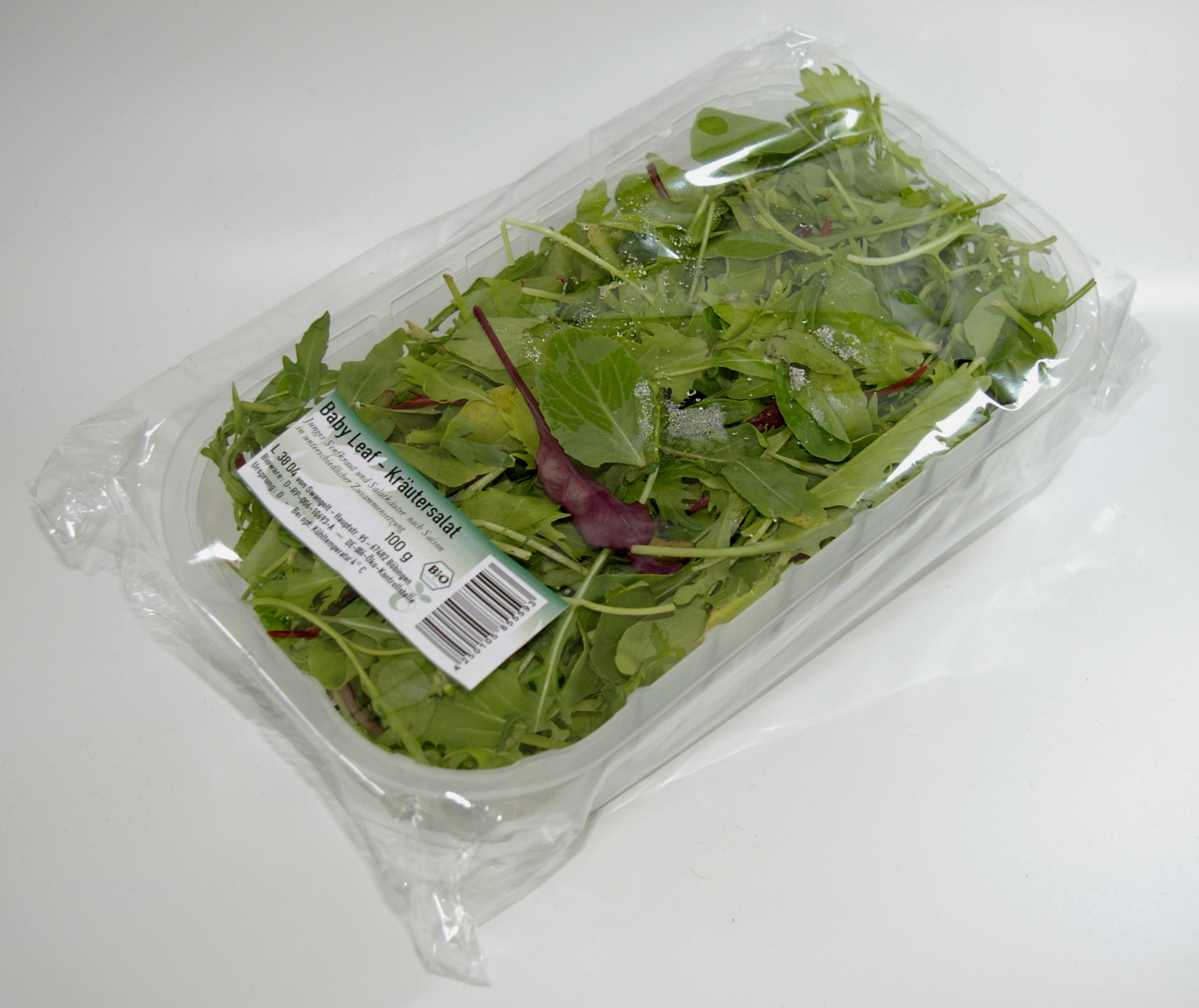
Блистерная упаковка из ацетата целлюлозы, биопластик

Биопластиками целлюлозы являются главным образом сложные эфиры целлюлозы (включая ацетат целлюлозы и нитроцеллюлозу) и их производные, например, целлулоид.
Целлюлоза может стать термопластичной при значительной модификации. Примером этого является ацетат целлюлозы, который дорог и поэтому редко используется для упаковки. Однако целлюлозные волокна, добавленные в крахмалы, могут улучшить механические свойства, газопроницаемость и водостойкость, поскольку они менее гидрофильны, чем крахмал.
Группа из Шанхайского университета смогла создать новый зеленый пластик на основе целлюлозы с помощью метода, называемого горячим прессованием.

### Белковые пластики
Биопластики могут быть сделаны из белков из разных источников. Например, пшеничный глютен и казеин проявляют многообещающие свойства в качестве сырья для различных биоразлагаемых полимеров.
Кроме того, соевый белок рассматривается как еще один источник биопластика. Такие материалы используются в производстве пластмасс уже более ста лет. Например, панели кузова оригинального автомобиля Ford Model T были сделаны из пластика на основе сои.
Существуют трудности с использованием пластиков на основе соевого белка из-за их чувствительности к воде и относительно высокой стоимости. Следовательно, получение смесей соевого белка с некоторыми уже имеющимися биоразлагаемыми полиэфирами улучшает чувствительность к воде и стоимость.

### Некоторые алифатические полиэфиры
Алифатические био~d сложных полиэфиры, в основном, Полиоксиалканоаты (ПГ), такой как поли-3-гидроксибутират (ПГБ), полигидроксивалерат (П) и полигидроксигексаноаты (ФНО).

#### Полимолочная кислота (PLA)

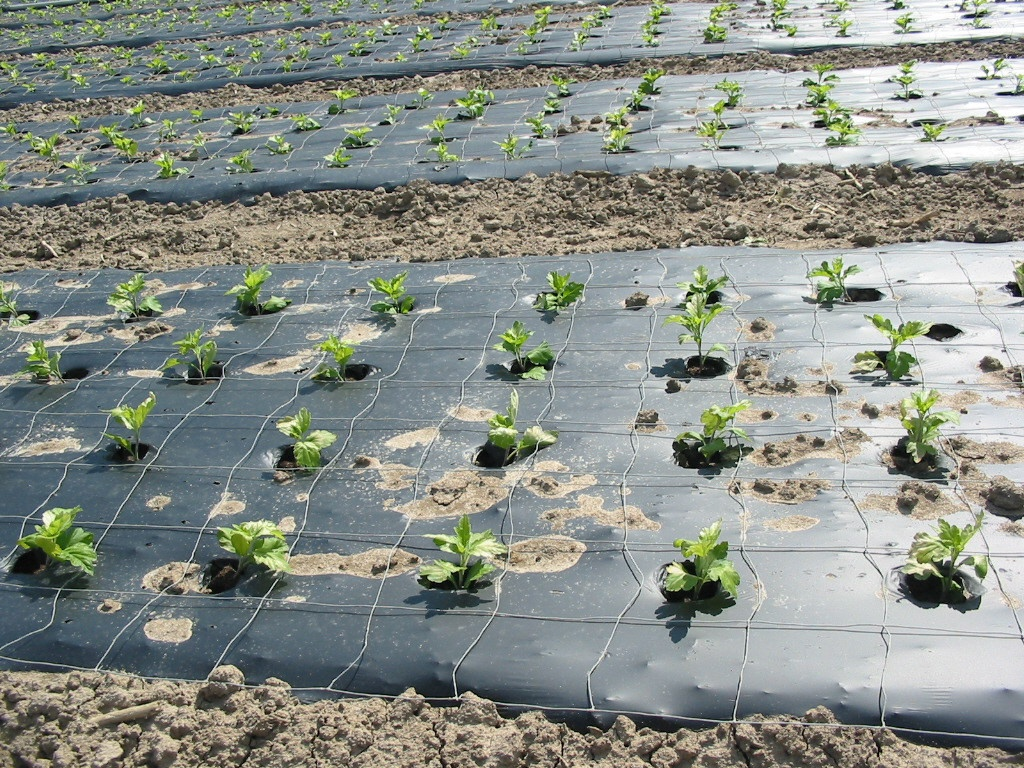
Мульчирующая пленка из био-гибкой смеси на основе полимолочной кислоты (PLA)

Полимолочная кислота (PLA) представляет собой прозрачный пластик, полученный из кукурузы или декстрозы. Внешне он похож на обычные массовые пластики на основе нефтехимии, такие как полистирол. У этого есть явное преимущество разложения до нетоксичных продуктов. Однако он демонстрирует низкую ударную вязкость, термическую прочность и барьерные свойства (блокируя воздушный транспорт через мембрану). Смеси PLA и PLA обычно выпускаются в форме гранулятов с различными свойствами и используются в промышленности по переработке пластмасс для производства пленок, волокон, пластиковых контейнеров, чашек и бутылок. PLA также является наиболее распространенным типом пластиковой нити, используемой для моделирования наплавки в домашних условиях.

#### Поли-3-гидроксибутират
Биополимер поли-3-гидроксибутират (ПГБ) представляет собой полиэфир, вырабатываемый некоторыми бактериями, перерабатывающими глюкозу, кукурузный крахмал или сточные воды. Его характеристики аналогичны характеристикам нефтеперерабатывающего полипропилена. Производство ПГБ увеличивается. Например, южноамериканская сахарная промышленность решила расширить производство ПГБ в промышленных масштабах. ПГБ отличается прежде всего своими физическими характеристиками. Он может быть переработан в прозрачную пленку с температурой плавления выше 130 градусов по Цельсию и является биоразлагаемым без остатка.

### Полиоксиалканоаты
Полигидроксиалканоаты — это линейные сложные полиэфиры, получаемые в природе путем бактериальной ферментации сахара или липидов. Они производятся бактериями для хранения углерода и энергии. В промышленном производстве полиэфир извлекается и очищается от бактерий путем оптимизации условий ферментации сахара. Более 150 различных мономеров могут быть объединены в этом семействе, чтобы получить материалы с совершенно разными свойствами. PHA является более пластичным и менее эластичным, чем другие пластмассы, а также биоразлагаемым. Эти пластмассы широко используются в медицинской промышленности.

### Полиамид 11
PA 11 представляет собой биополимер, полученный из натурального масла. Это также известно под торговой маркой Rilsan B, коммерциализированной Arkema. PA 11 относится к семейству технических полимеров и не является биоразлагаемым. Его свойства аналогичны свойствам PA 12, хотя выбросы парниковых газов и потребление невозобновляемых ресурсов снижаются в процессе его производства. Его термическое сопротивление также выше, чем у PA 12. Он используется в высокопроизводительных применениях, таких как автомобильные топливопроводы, пневматические трубки пневматического тормоза, защитные оболочки электрического кабеля, гибкие нефтяные и газовые трубы, шланги с управляемой жидкостью, спортивная обувь, компоненты электронных устройств и катетеры.
Аналогичным пластиком является полиамид 410 (PA 410), полученный на 70 % из касторового масла под торговым названием EcoPaXX, коммерциализированный DSM. PA 410 представляет собой высокоэффективный полиамид, который сочетает в себе преимущества высокой температуры плавления (около 250 °C), низкое влагопоглощение и отличная стойкость к различным химическим веществам.

### Био-производный полиэтилен
Основным строительным блоком (мономером) полиэтилена является этилен. Этилен химически похож на этанол и может быть получен из этанола, который может быть получен путем ферментации сельскохозяйственного сырья, такого как сахарный тростник или кукуруза. Биологически полученный полиэтилен химически и физически идентичен традиционному полиэтилену   — он не разлагается, но может быть переработан. Бразильская химическая группа Braskem утверждает, что с помощью ее метода производства полиэтилена из сахарного тростника этанол улавливает (удаляет из окружающей среды) 2,15 тонны CO2 на тонну произведенного зеленого полиэтилена.

### Генетически модифицированное сырье
ГМ- кукуруза часто используется в качестве сырья, поэтому существуют пластики и на её основе.
В технологиях производства биопластиков используется модель «фабрика растений», в которой для оптимизации эффективности используются генетически модифицированные сельскохозяйственные культуры или генетически модифицированные бактерии.

### Полигидроксиуретаны
В последнее время большое внимание уделяется производству полиуретанов, не содержащих изоцианатов, на основе биологических оснований. В одном таком примере используется спонтанная реакция между полиаминами и циклическими карбонатами с образованием полигидроксуретанов. В отличие от традиционных сшитых полиуретанов, сшитые полигидроксиуретаны, как было показано, способны рециркулировать и перерабатываться посредством динамических реакций транскарбамоилирования.

### Липидные полимеры
Ряд биопластических классов был синтезирован из растительных и животных жиров и масел. Полиуретаны, сложные полиэфиры, эпоксидные смолы и ряд других типов полимеров были разработаны с сопоставимыми свойствами с материалами на основе сырой нефти. Недавняя разработка метатезиса олефинов открыла широкое разнообразие сырья для экономичной конверсии в биомономеры и полимеры. С ростом производства традиционных растительных масел, а также дешевых масел, полученных из микроводорослей, существует огромный потенциал для роста в этой области.

## Воздействие на окружающую среду

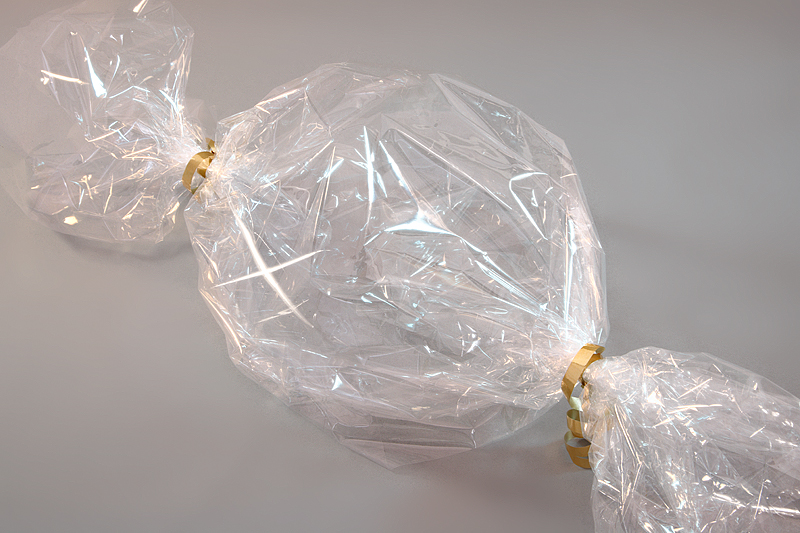
Кондитерская упаковка из PLA-смеси Bio-Flex

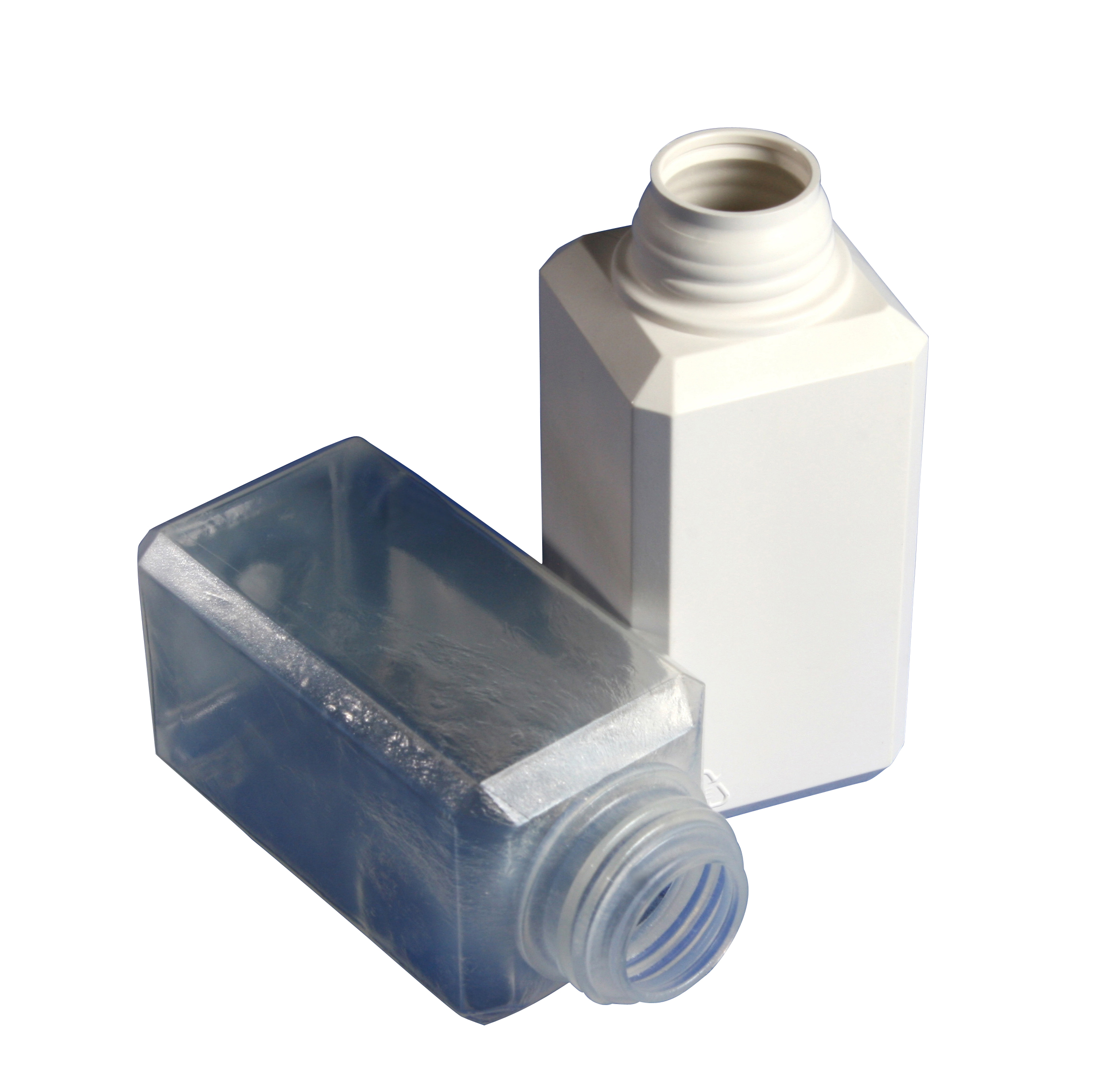
Бутылки из целлюлозно-ацетатного биограда

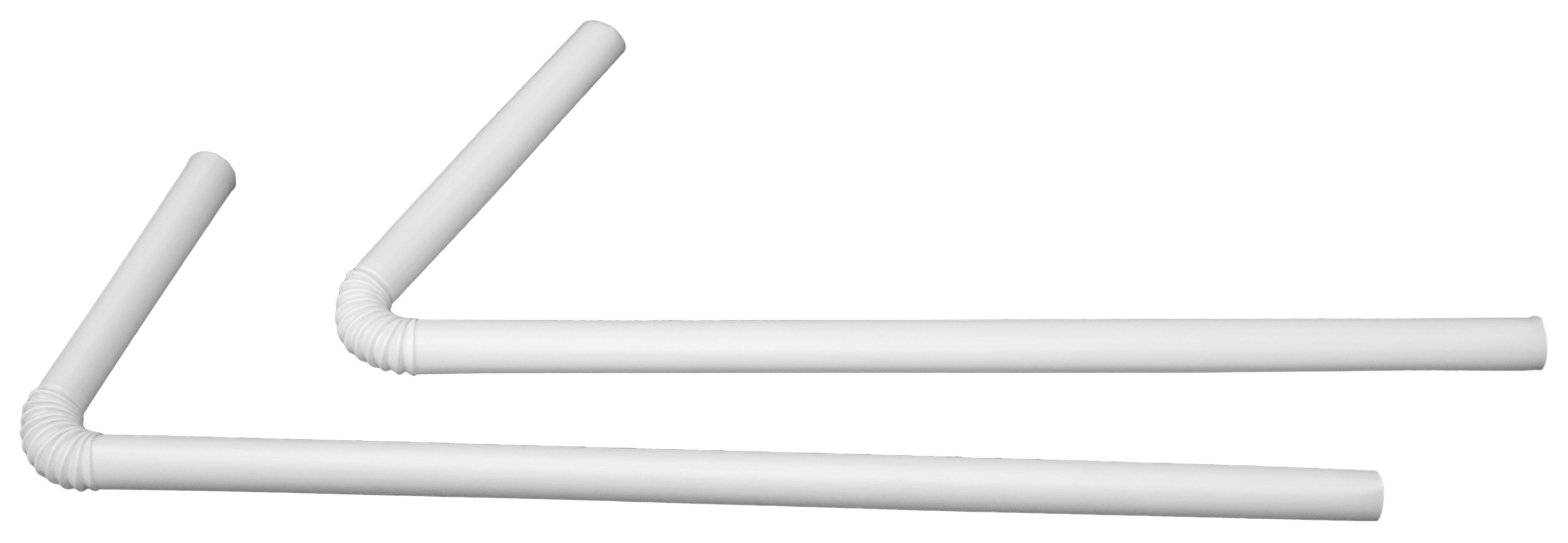
Соломинки для питья из PLA-смеси Bio-Flex

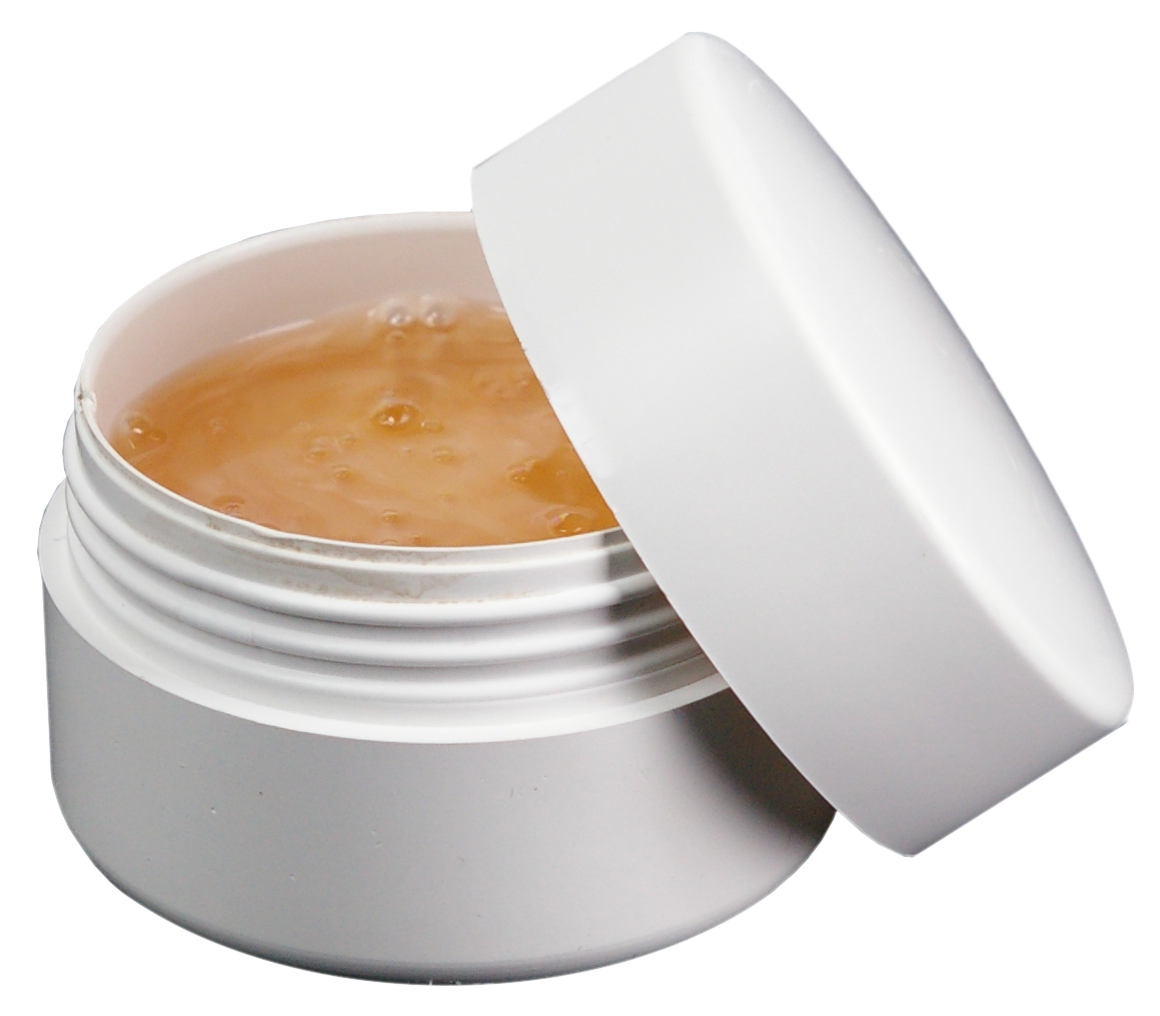
Баночка из PLA-смеси Bio-Flex, биопластик

Такие материалы, как крахмал, целлюлоза, древесина, сахар и биомасса, используются в качестве замены ресурсов ископаемого топлива для производства биопластиков; это делает производство биопластиков более устойчивым видом деятельности по сравнению с обычным производством пластмасс. Воздействие биопластика на окружающую среду часто обсуждается, так как существует множество различных показателей «зелености» (например, использование воды, использование энергии, вырубка лесов, биоразложение и т. д.) Следовательно, биопластические воздействия на окружающую среду подразделяются на использование невозобновляемой энергии, изменение климата, эвтрофикацию и подкисление. Производство биопластика значительно снижает выбросы парниковых газов и снижает потребление невозобновляемой энергии. Фирмы по всему миру также смогут повысить экологическую устойчивость своих продуктов, используя биопластики
Хотя биопластики экономят больше невозобновляемой энергии, чем обычные пластмассы, и выделяют меньше ПГ по сравнению с обычными пластмассами, биопластики также оказывают негативное воздействие на окружающую среду, например, на эвтрофикацию и подкисление. Биопласты вызывают более высокие потенциалы эвтрофикации, чем обычные пластмассы. Производство биомассы в процессе промышленного земледелия вызывает фильтрацию нитратов и фосфатов в водоемы; это вызывает эвтрофикацию, которая является богатством питательных веществ в водах организма. Эвтрофикация представляет собой угрозу для водных ресурсов во всем мире, поскольку она убивает водные организмы, создает мертвые зоны и вызывает вредное цветение водорослей. Биопласты также увеличивают подкисление. Высокий рост эвтрофикации и подкисления, вызванный биомассой, также вызван использованием химических удобрений при выращивании возобновляемого сырья для производства биопластов.
Другие воздействия биопластика на окружающую среду включают в себя более низкую экотоксичность для человека и земли и канцерогенный потенциал по сравнению с обычными пластмассами. Однако биопластики проявляют более высокую водную экотоксичность, чем обычные материалы. Биопласты и другие материалы на биологической основе увеличивают истощение стратосферного озона по сравнению с обычными пластмассами; это является результатом выбросов закиси азота при внесении удобрений при промышленном сельском хозяйстве для производства биомассы. Искусственные удобрения увеличивают выбросы закиси азота, особенно когда растение не нуждается во всем азоте. Незначительное воздействие биопластика на окружающую среду включает токсичность при использовании пестицидов для культур, используемых для производства биопластика. Биопласты также вызывают выбросы углекислого газа от уборочных машин. Другие незначительные воздействия на окружающую среду включают высокое потребление воды для выращивания биомассы, эрозию почвы, потери углерода в почве и потерю биоразнообразия, и они в основном являются результатом использования земель, связанных с биопластиками. Использование земли для производства биопластика приводит к потере связанного с углеродом поглощения и увеличивает затраты на углерод, отвлекая землю от ее существующего использования
Хотя биопластики чрезвычайно выгодны, поскольку они сокращают невозобновляемое потребление и выбросы ПГ, они также негативно влияют на окружающую среду через потребление земли и воды, используя пестициды и удобрения, эвтрофикацию и подкисление; следовательно, предпочтение биопластика или обычных пластиков зависит от того, что производит наиболее важное воздействие на окружающую среду.
Еще одна проблема, связанная с биопластиками, заключается в том, что некоторые биопластики производятся из съедобных частей сельскохозяйственных культур. Это заставляет биопластики конкурировать с производством продуктов питания, потому что культуры, которые производят биопластики, также могут использоваться для питания людей. Эти биопластики называются «биопластиками сырья 1-го поколения». Биопластики 2-го поколения используют непищевые культуры (целлюлозное сырье) или отходы из сырья 1-го поколения (например, отработанное растительное масло). Биопластики 3-го поколения используют водоросли в качестве сырья.

### Биодеградация биопластиков

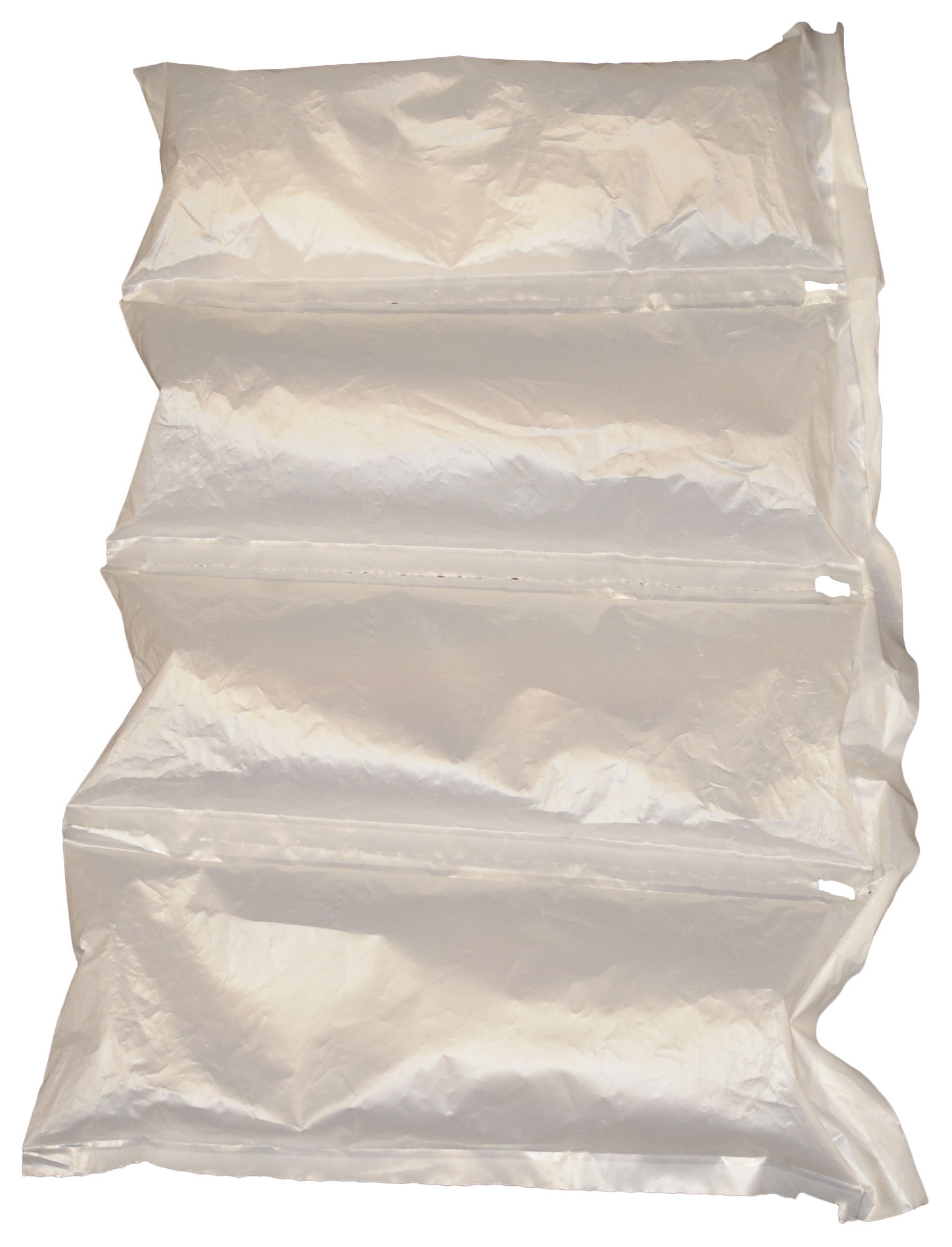
Упаковочная воздушная подушка из PLA-blend bio-flex

Биодеградация любого пластика — это процесс, который происходит на границе раздела твердое тело / жидкость, в результате которого ферменты в жидкой фазе деполимеризуют твердую фазу Биопластики и обычные пластмассовые содержащие добавки способны к биоразложению. Биопласты способны разлагаться в различных средах, поэтому они более приемлемы, чем обычные пластмассы. Биоразлагаемость биопластика происходит в различных условиях окружающей среды, включая почву, водную среду и компост. Как структура, так и состав биополимера или биокомпозита оказывают влияние на процесс биоразложения, поэтому изменение состава и структуры может увеличить биоразлагаемость. Почва и компост как условия окружающей среды более эффективны при био-разложении благодаря их высокому микробному разнообразию. Компостирование не только эффективно разлагает биопластики, но и значительно снижает выбросы парниковых газов. Биоразлагаемость биопластов в компостных средах может быть повышена путем добавления более растворимого сахара и повышения температуры. С другой стороны, почвенная среда имеет большое разнообразие микроорганизмов, что облегчает биоразложение биопластиков. Однако биопластика в почвенной среде требует более высоких температур и более длительного времени для биоразложения. Некоторые биопластики более эффективно разлагаются в водоемах и морских системах; однако это создает опасность для морских экосистем и пресной воды. Следовательно, можно с полным основанием сделать вывод, что биодеградация биопластика в водоемах, которая приводит к гибели водных организмов и загрязнению воды, может быть отмечена как одно из негативных воздействий биопластика на окружающую среду.

## Промышленность и рынки

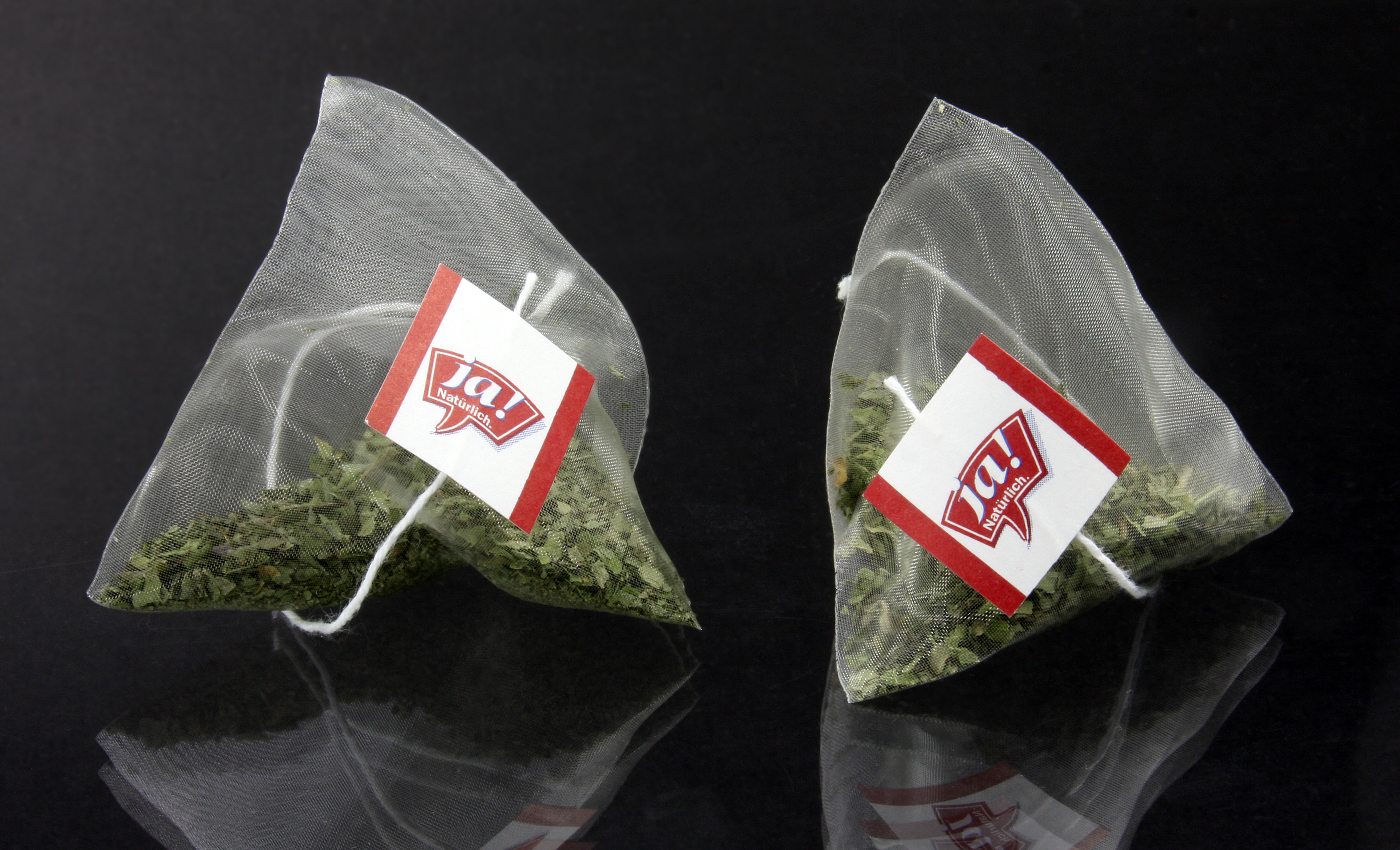
Чайные пакетики из полилактида (PLA), (мятный чай)

В то время как пластмассы на основе органических материалов производились химическими компаниями на протяжении всего XX века, первая компания, специализирующаяся исключительно на биопластиках — Marlborough Biopolymers — была основана в 1983 году. Тем не менее, Marlborough и другие последующие предприятия не смогли добиться коммерческого успеха. Первой такой компанией, которая обеспечила долгосрочный финансовый успех, была итальянская компания Novamont, основанная в 1989 году.
Из-за затрат на исследования и испытания новых биоразлагаемых полимеров биопластики оказались в коммерческом ущербе по сравнению с пластиками на основе нефтехимии. Биопластики остаются менее чем на 1% от всех пластмасс, производимых в мире и до недавнего времени их производство в среднем в 2-4 раза дороже, чем нефтехимических пластмасс. Большинство биопластиков еще не экономят больше выбросов углерода, чем требуется для их производства. В дополнение к затратам на исследования, биопластикам не хватает универсальности применения, которым обладают нефтехимические пластики, поскольку многие обычные пластики не имеют биологического эквивалента, который мог бы соответствовать их качеству. Наконец, отрасль сталкивается с материально-техническими проблемами как с материальными источниками, так и с инфраструктурой удаления отходов. Поскольку большинство биопластиков производится из растительных сахаров, крахмалов или масел, по оценкам, для замены 250 миллионов тонн пластмассы, производимой каждый год, на пластмассы на биологической основе потребуется 100 миллионов гектаров земли или 7 % пахотных земель на Земле. Когда биопластики достигают конца своего жизненного цикла, те, которые предназначены для компостирования и продаются как биоразлагаемые, часто отправляются на свалки из-за отсутствия надлежащих средств компостирования или сортировки отходов, где они затем выделяют метан в результате анаэробного разложения. Несмотря на это, индустрия биопластиков росла на 20-30 % в год. BCC Research прогнозирует, что мировой рынок биоразлагаемых полимеров будет расти со средним темпом роста соединения более 17 % в течение 2012 года, и этот темп роста фактически превышен. Прогнозируется, что в 2020 году биопласты будут составлять 5 % всех производимых пластиков, а в 2030 году — 40 % всех производимых пластмасс Ceresana прогнозирует, что, когда в 2020 году биопластики достигнут 5 % рынка пластмасс, рынок биопластиков будет стоить 5,8 миллиарда долларов, что в три раза больше рынка биопластиков в 2014 году. Наибольший спрос на биопластмассы приходится на упаковку, что обусловлено широко распространенной обеспокоенностью по поводу использования нефтехимических пластиков в одноразовых одноразовых продуктах, которые затем улавливаются на свалках или в природной среде. Упаковка по-прежнему обеспечивает 60 % рынка биопластика и обеспечивает наибольшую долю роста в отрасли. На рынке произошел сдвиг в связи с повышением спроса на биопластик, особенно на разлагаемую упаковку. Это особенно заметно в Западной Европе, на которую приходилось более 45 % мирового спроса на биоразлагаемые пластики в 2014 году. Этот спрос со стороны потребителей на более устойчивые варианты был также замечен в недавней политике; Италия запретила использование полиэтиленовых пакетов на нефтяной основе, а в Германии существует налог на использование полиэтиленовых пакетов на нефтяной основе
Тем не менее, индустрия биополимеров не росла так быстро, как предсказывали некоторые. NNFCC предсказал, что к 2013 году объем производства в отрасли превысит 2,1 миллиона тонн, но к 2017 году в этом году было произведено только 2,05 миллиона тонн биопластика. Это остается лишь небольшой долей всего производства пластмасс, на котором в 2015 году было произведено 292 миллиона тонн термопластов. По мере расширения производства не остается универсальных стандартов, регулирующих биопластики и их производство или утилизацию. Это включает в себя отсутствие какого-либо регулирования количества материала с устойчивым источником в продукте, необходимого для его продажи в качестве биопластика. Согласно Market and Market, мировой рынок биоразлагаемых пластиков только начинается, и на его долю приходится всего менее 1 % всего рынка пластмасс

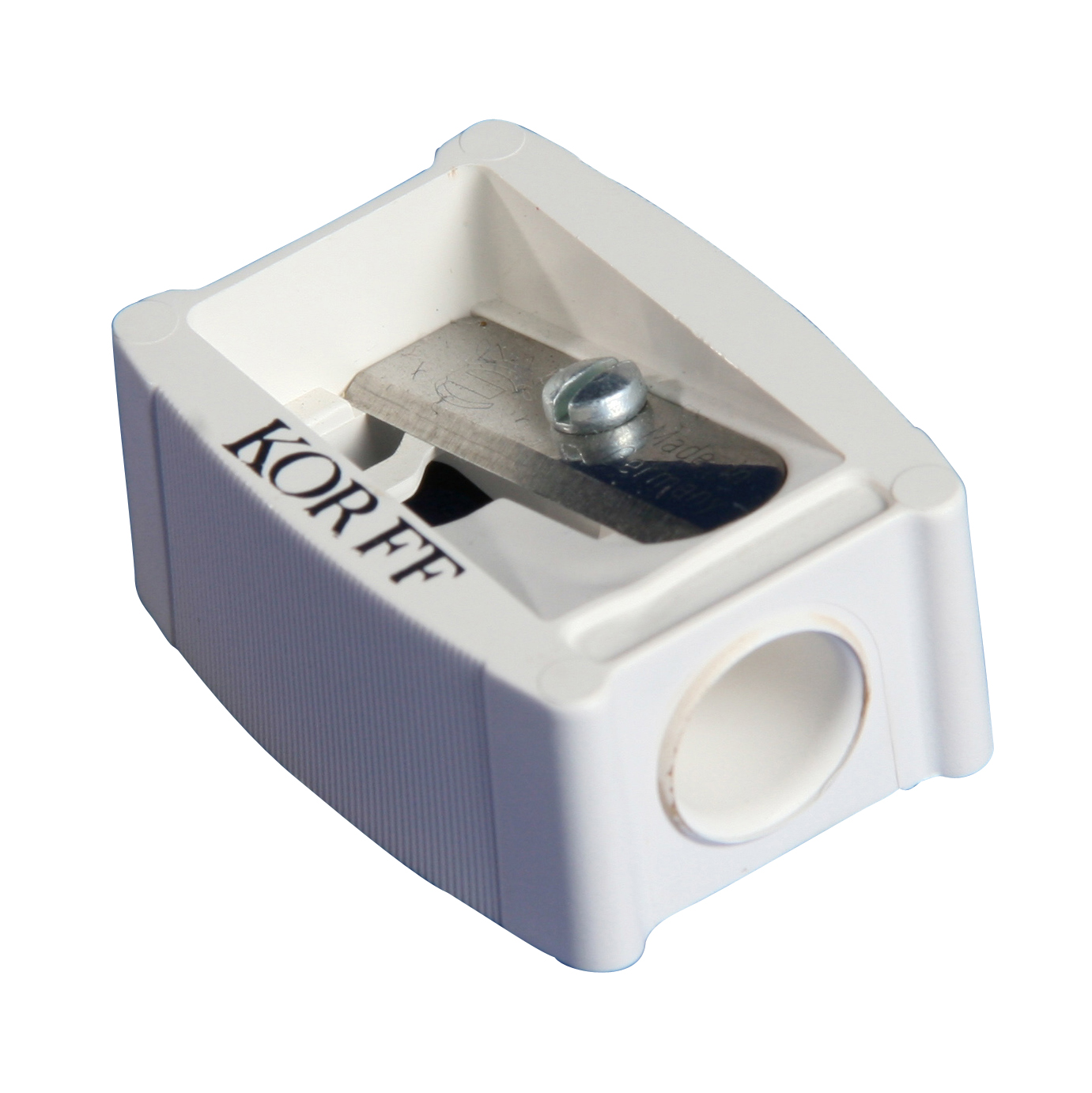
Призматическая точилка для карандашей из целлюлозно-ацетатного биограда

Из-за фрагментации на рынке и неоднозначных определений сложно описать общий размер рынка биопластиков, но, по оценкам, глобальные производственные мощности составляют 327 000 тонн. В отличие от этого, мировое производство полиэтилена (ПЭ) и полипропилена (ПП), ведущих в мире полиолефинов, полученных из нефтехимии, в 2015 году оценивалось в более чем 150 миллионов тонн

## История и развитие биопластики
- 1862: На Большой лондонской выставке Александр Паркензин демонстрирует Parkenisine, первую пластику. Паркензин производится из нитроцеллюлозы.
- 1897: Галалит — это молочный биопласт, созданный немецкими химиками в 1897 году. Галалит в основном встречается в пуговицах.
- 1907: Лев Бекеланд изобрел бакелит, который за свою непроводимость и термостойкость получил Национальную историческую химическую достопримечательность. Он используется в корпусах радио и телефонов, кухонной посуде, огнестрельном оружии и многих других изделиях.
- 1912: Бранденбергер изобретает целлофан из дерева, хлопка или конопляной целлюлозы.
- 1920: Уоллес Каротерс находит полилактическую кислоту (PLA) пластиком. PLA невероятно дорога в производстве и не производилась в массовом порядке до 1989 года.
- 1926: Морис Лемуань изобретает полигидроксибутират (PHB), который является первым биопластом, изготовленным из бактерий.
- 1930: Первый биопластиковый автомобиль был сделан из соевых бобов Генри Фордом.
- 1940–1945: Во время Второй мировой войны наблюдается рост производства пластика, так как он используется во многих материалах военного времени. Благодаря государственному финансированию и надзору производство пластмасс (в целом, а не только биопластмасс) в США утроилось за 1940–1945 годы. Правительственный короткометражный фильм 1942 года «Дерево в пробирке» иллюстрирует главную роль биопластиков в победном процессе Второй мировой войны и американскую экономику того времени.
- 1950: Успешно выведен амиломаиз (кукуруза с содержанием амилозы более 50 %) и начато исследование коммерческого применения биопластиков. Наблюдается спад в развитии биопластиков, связанный с низкими ценами на нефть, однако разработка синтетических пластмасс продолжается.
- 1970: Экологическое движение ускорило развитие биопластиков.
- 1983: Создано первое предприятие по производству биопластиков — Marlborough Biopolymers, которое использует биопластик на основе бактерий, называемый биопалом.
- 1989: Дальнейшее развитие PLA осуществляется доктором Патриком Р. Грубером, когда он придумывает, как создать PLA из кукурузы. Создается ведущая компания по производству биопластов Novamount. Novamount использует материя-би, биопласт, в различных областях применения.
- 1992: В журнале Science сообщается, что PHB может быть произведен растением Arabidopsis thaliana.
- В конце 1990-х: Развитие ТР крахмала[неизвестный термин] и «Биопласт» из исследований и производства компании «Биотек» привело к появлению пленки «Биофлекс». Пленку Биофлекс можно классифицировать как выдувные экструзионные линии, экструзионные линии для плоских пленок и линии для литья под давлением. Эти три классификации имеют следующие области применения: выдувные пленки — мешки, пакеты, мусорные пакеты, мульчирующая пленка, средства гигиены, подгузники, воздушно-пузырчатая пленка, защитная одежда, перчатки, пакеты с двойным ребром, этикетки, барьерные ленты; плоские пленки — лотки, цветочные горшки, морозильные камеры и упаковочные материалы, стаканчики, упаковка для фармацевтических препаратов; литье под давлением — одноразовые столовые приборы, банки, контейнеры, выполненные работы, лотки для CD, кладбищенские изделия, тройники для гольфа, игрушки, письменные принадлежности. (Lorcks 1998)
- 2001: «Metabolix» приобретает биопольный бизнес Монсанто (изначально Zeneca), который использует заводы для производства биопластиков.
- 2001: Ник Такер использует слоновую траву в качестве биопластмассовой основы для изготовления пластиковых деталей автомобилей.
- 2005: Cargill and Dow Chemicals ребрендингован как NatureWorks и становится ведущим производителем PLA.
- 2007: Компания Metabolix тестирует на рынке свой первый 100 % биоразлагаемый пластик под названием Mirel, изготовленный из ферментации кукурузного сахара и генно-инженерных бактерий.
- 2012: Биопластик разработан из морских водорослей, доказавших свою экологичность, на основе исследований, опубликованных в журнале фармацевтических исследований.
- 2013: Патент на биопласт, полученный из крови и сшивающийся агент, такой как сахара, белки и т. д. (иридоидные производные, диимидаты, дионы, карбодимиды, акриламиды, диметилсуберимидаты, альдегиды, Фактор XIII, дихомо бифункциональные эфиры NHS, карбонилдиамид, глиоксилы, проантоцианидин, реутерин). Это изобретение может быть применено с использованием биопластика в качестве ткани, хряща, сухожилий, связок, костей, а также может быть использовано при доставке стволовых клеток.
- 2014: В опубликованном в 2014 году исследовании установлено, что биопластмасса может быть изготовлена из смеси растительных отходов (стебли петрушки и шпината, шелуха какао, корпуса риса и т. д.) с растворами TFA чистой целлюлозы создает биопластмасса.
- 2016: Эксперимент показал, что бампер автомобиля, который проходит регуляцию, может быть изготовлен из биопластичных биоматериалов на основе нано-целлюлозы с использованием банановой кожуры.
- 2017: Новое предложение по биопластам, изготовленным из лигноцеллюлозных ресурсов (сухое растительное вещество).
- 2018: Происходит много изменений, включая начало промышленного производства мебели из биопластика компанией «Икеа», проект «Эффективный», направленный на замену нейлона на био-нилон (Barret 2018), а также первая упаковка из фруктов.
- 2019: пять различных типов хитиновых наноматериалов были извлечены и синтезированы «Корейским научно-исследовательским институтом химических технологий» для проверки сильной индивидуальности и антибактериального эффекта. При погребении под землей в течение 6 месяцев была возможна 100%-я биодеградация.

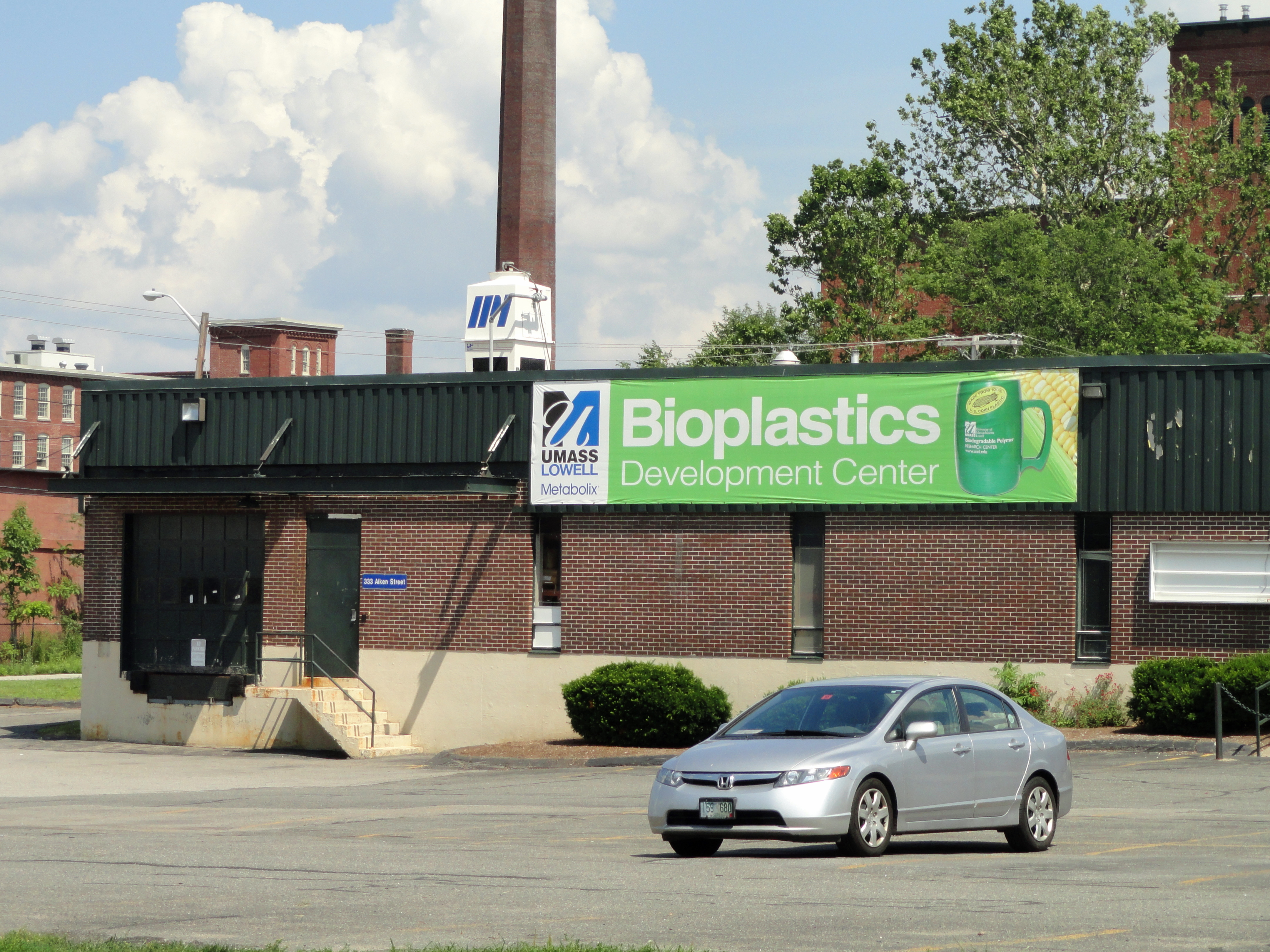
Центр развития биопластики — Массачусетский университет Лоуэлл

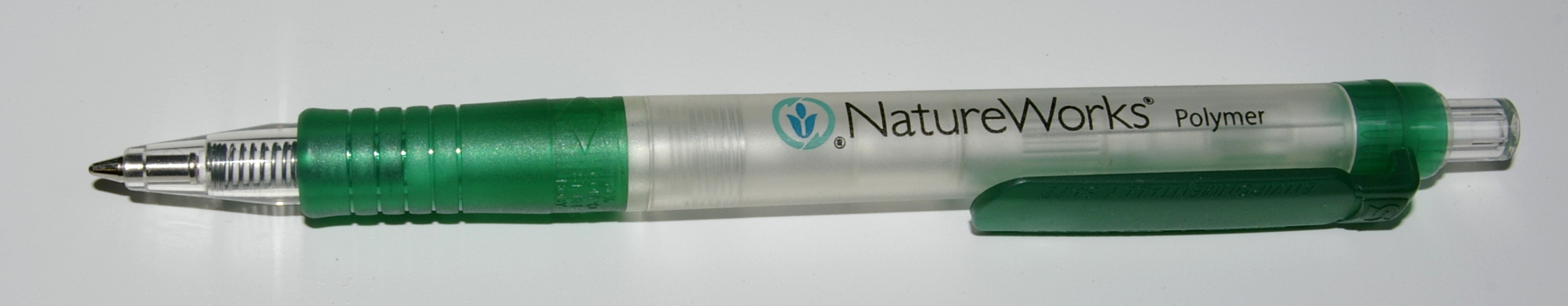
Ручка из биопластика (полилактид, PLA)

| Год         | Биопластическое открытие или развитие                                                             |
| ----------- | ------------------------------------------------------------------------------------------------- |
| 1862        | Parkesine — Александр Паркс                                                                       |
| 1868        | Целлулоид — Джон Уэсли Хаятт                                                                      |
| 1897        | Galalith — немецкие химики                                                                        |
| 1907        | Бакелит — Лео Бекеланд                                                                            |
| 1912        | Целлофан — Жак Э. Бранденбергер                                                                   |
| 1920-е годы | Polylactic ACid (PLA) — Уоллес Каротерс                                                           |
| 1926        | Полигидроксибутират (PHB) — Морис Лемуан                                                          |
| 1930-е годы | Автомобиль на основе соевых бобов — Генри Форд                                                    |
| 1983        | Биопал — Мальборо Биополимеры                                                                     |
| 1989        | PLA из кукурузы — доктор Патрик Р. Грубер; Материя-би — Новамунт                                  |
| 1992        | PHB может быть произведен Arabidopsis thaliana (небольшое цветущее растение)                      |
| 1998        | Пленка Bioflex (выдувная, плоская, литьевая) приводит ко многим различным применениям биопластика |
| 2001        | PHB может быть произведен травой слона                                                            |
| 2007        | Mirel (100 % биоразлагаемый пластик) от Metabolic inc. протестирован на рынке                     |
| 2012        | Биопластик вырабатывается из морских водорослей                                                   |
| 2013        | Биопластик из крови и сшивающего агента, который используется в медицинских процедурах            |
| 2014        | Биопластик из растительных отходов                                                                |
| 2016        | Автомобильный бампер из банановой кожуры биопластика                                              |
| 2017        | Биопластики из лигноцеллюлозных ресурсов (сухое растительное вещество)                            |
| 2018        | Биопластичная мебель, бионейлон, упаковка из фруктов                                              |

## Процедуры тестирования

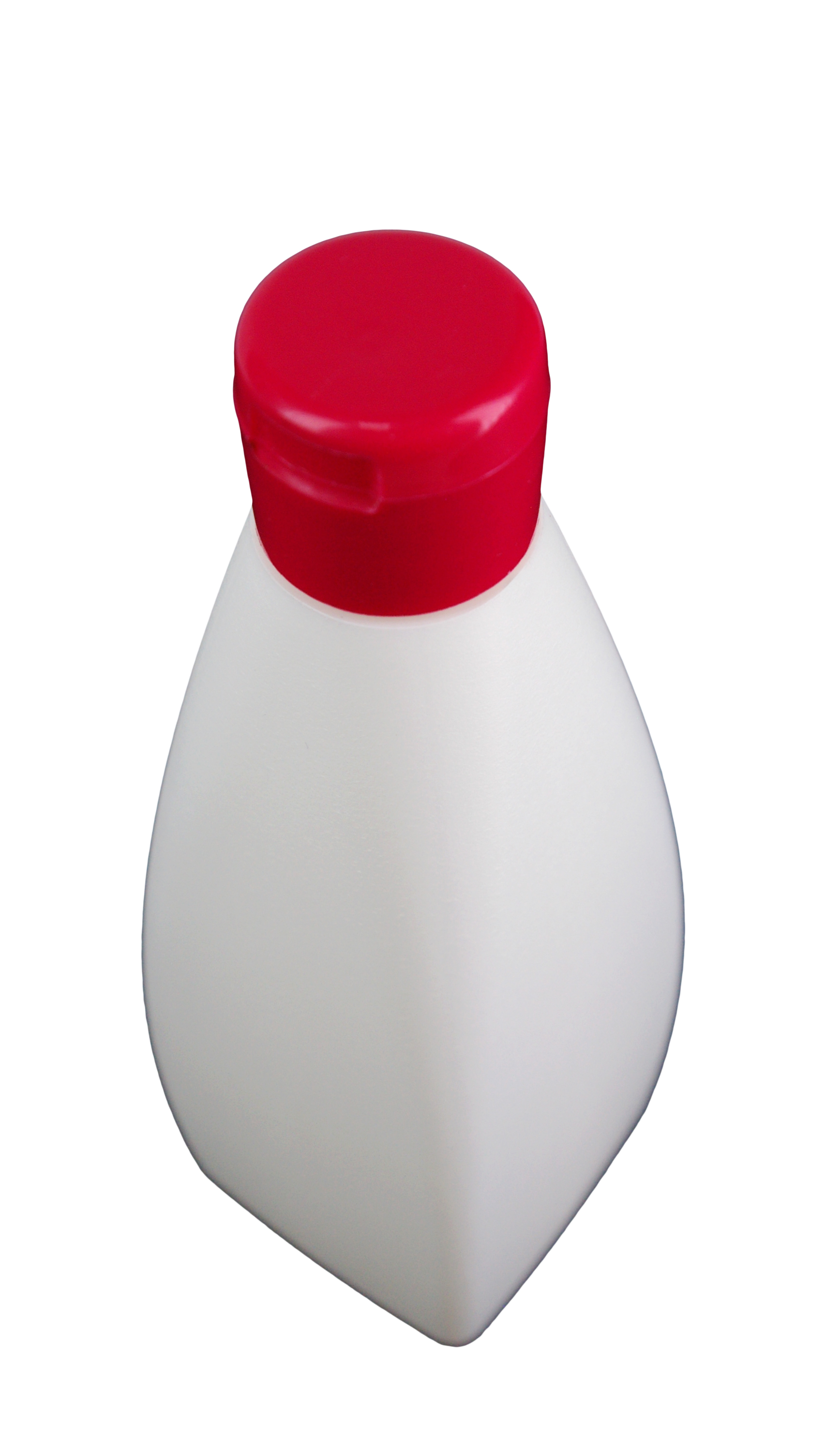
Биологически пластичный флакон для шампуня из PLA-смеси Bio-Flex

### Промышленная компостируемость — EN 13432, ASTM D6400
Промышленный стандарт EN 13432 должен быть соблюден, чтобы утверждать, что пластмассовое изделие является компостируемым на европейском рынке. Таким образом, требуется несколько испытаний и набор критериев «годен / не годен», включая разрушение (физическое и визуальное разрушение) готового изделия в течение 12 недель, биоразложение (превращение органического углерода в CO2) полимерных ингредиентов в течение 180 дней, токсичность для растений и тяжелые металлы. Стандарт ASTM 6400 является нормативно-правовой базой для США и аналогичными требованиями.
Многие пластмассы, основанные на крахмале, полиацидные пластики и некоторых алифатические — ароматические СО- полиэфирных соединения, такие как сукцинаты и адипаты, получили эти сертификаты. Биопластики на основе добавок, продаваемые как фоторазлагаемые или оксо биоразлагаемые, не соответствуют этим стандартам в их нынешнем виде.

### Компостируемость — ASTM D6002
Метод ASTM D 6002 для определения компостируемости пластика определяет слово компостируемость следующим образом:

то, что способно подвергаться биологическому разложению в месте компоста, так что материал не является визуально различимым и распадается на диоксид углерода, воду, неорганические соединения и биомассу со скоростью, соответствующей известным компостируемым материалам.

Это определение вызвало большую критику, поскольку, вопреки традиционному определению слова, оно полностью отделяет процесс «компостирования» от необходимости того, чтобы оно приводило к компосту как конечному продукту. Единственный критерий, описанный в этом стандарте, состоит в том, что компостируемый пластик должен выглядеть так же, как что-либо ещё, разлагающееся быстро, что уже было установлено, чтобы быть компостируемым в соответствии с традиционным определением.

#### Снятие ASTM D 6002
В январе 2011 года ASTM отозвала стандарт ASTM D 6002, который предоставил производителям пластмасс юридическое доверие для маркировки пластмассы как компостируемой. Его описание выглядит следующим образом:

Это руководство охватывало предлагаемые критерии, процедуры и общий подход к установлению компостируемости экологически разлагаемых пластиков.

ASTM еще не заменило этот стандарт.

### На биооснове — ASTM D6866
Метод ASTM D6866 был разработан для сертификации биологически полученного содержания биопластика. Космические лучи, сталкивающиеся с атмосферой, означают, что часть углерода является радиоактивным изотопом углерода-14. СО 2 из атмосферы используется растениями при фотосинтезе, поэтому новый растительный материал будет содержать как углерод-14, так и углерод-12. При правильных условиях и в геологических временных рамках остатки живых организмов могут быть превращены в ископаемое топливо. Через 100 000 лет весь углерод-14, присутствующий в исходном органическом материале, подвергнется радиоактивному распаду, в результате чего останется только углерод-12. Продукт, изготовленный из биомассы, будет иметь относительно высокий уровень углерода-14, тогда как продукт, полученный из нефтехимических продуктов, не будет содержать углерода-14. Доля возобновляемого углерода в материале (твердом или жидком) может быть измерена с помощью ускорительного масс-спектрометра .
Существует важное различие между способностью к биологическому разложению и содержанием на биологической основе. Биопластик, такой как полиэтилен высокой плотности (HDPE) может быть на 100 % биооснованным (то есть содержать 100 % возобновляемый углерод), но при этом не являться биоразлагаемым. Эти биопластики, такие как HDPE, тем не менее, играют важную роль в борьбе с выбросами парниковых газов, особенно когда они сжигаются для производства энергии. Биологический компонент этих биопластиков считается углеродно-нейтральным, поскольку их первоисточник происходит из биомассы.

### Анаэробная биоразлагаемость — ASTM D5511-02 и ASTM D5526
ASTM D5511-12 и ASTM D5526-12 представляют собой методы испытаний, которые соответствуют международным стандартам, таким как ISO DIS 15985, на биоразлагаемость пластмасс.